# Bio Fuel Energy
Bio Fuel Energy Zimnicea este o companie producătoare de bioetanol din România, parte a grupului InterAgro.
Înființată în anul 2007, S.C. Bio Fuel Energy S.R.L. cu sediul în orașul Zimnicea are ca obiect principal de activitate producerea și comercializarea biocombustibililor ecologici de tipul Bioetanolului. 
Bioetanolul produs la Bio Fuel Energy poate fi transportat pe cale fluvială (Dunăre), feroviară, dar și rutieră. 
Societatea poate folosi fluviul Dunărea ca modalitate de transport atât a materiilor prime cât și a produselor finite. În acest mod Dunărea oferă avantajul legăturilor directe cu Europa și cu restul lumii prin portul Constanța. 
Fabrica de bioetanol din dotare are capacitatea de 80.000 tone Bioetanol/an. Bioetanolul este fabricat din materii prime amidonoase cum ar fi cerealele și în special porumbul. 
Fabrica a intrat în probe tehnologice începând cu luna octombrie 2009.